# Fairlight CMI

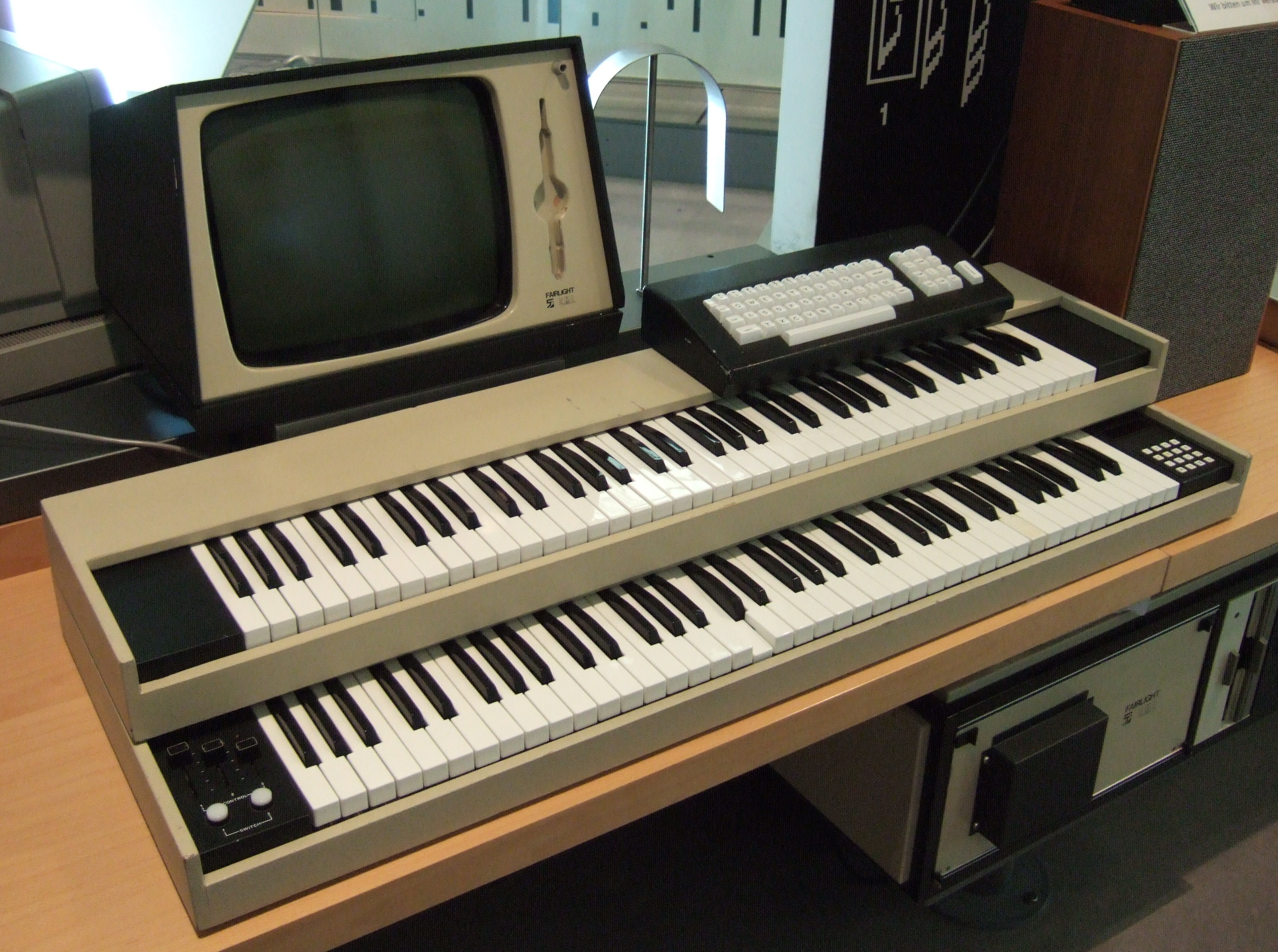
Ein Fairlight CMI mit Monitor

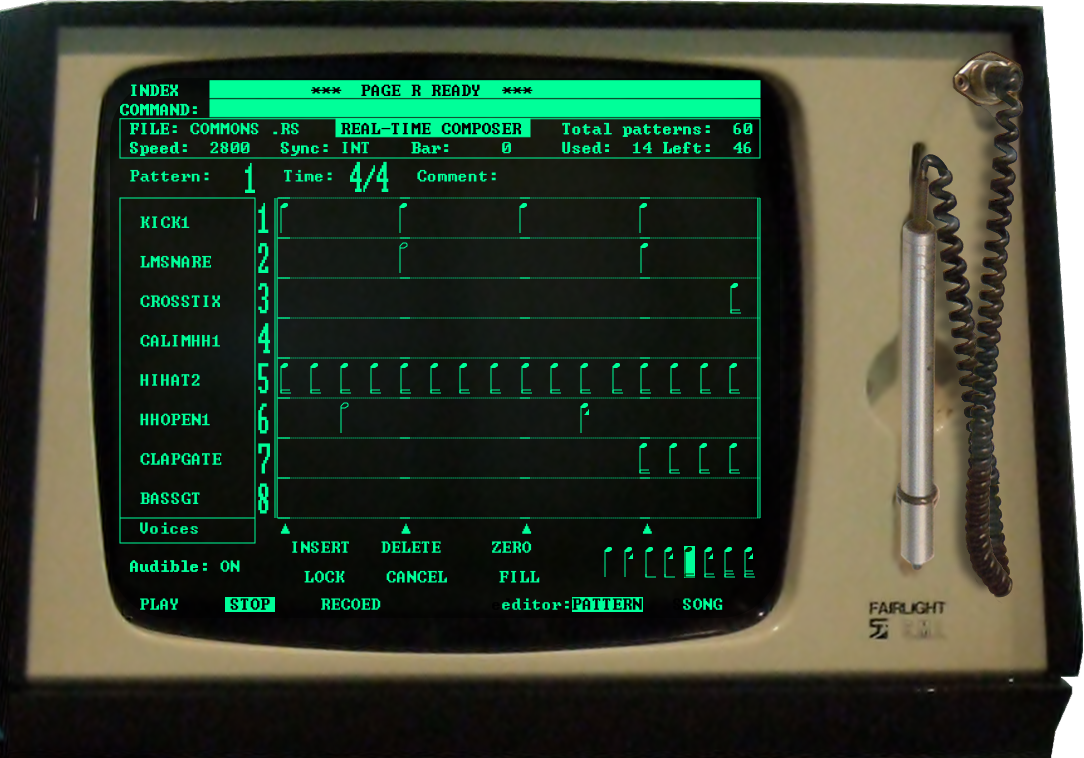
„Page R“ und der Lichtgriffel an einem Fairlight CMI II

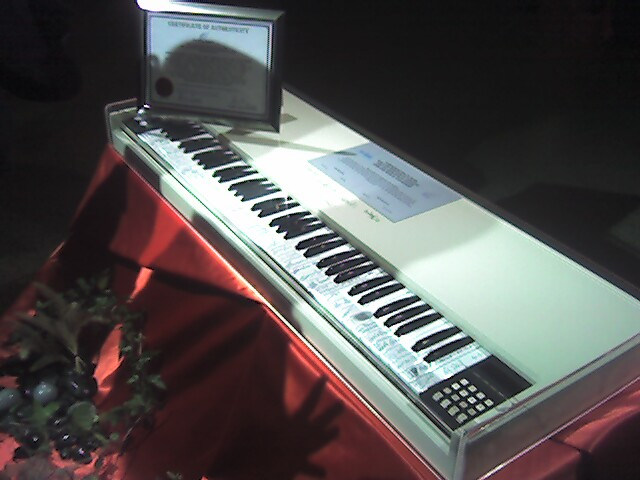
Ein Fairlight CMI

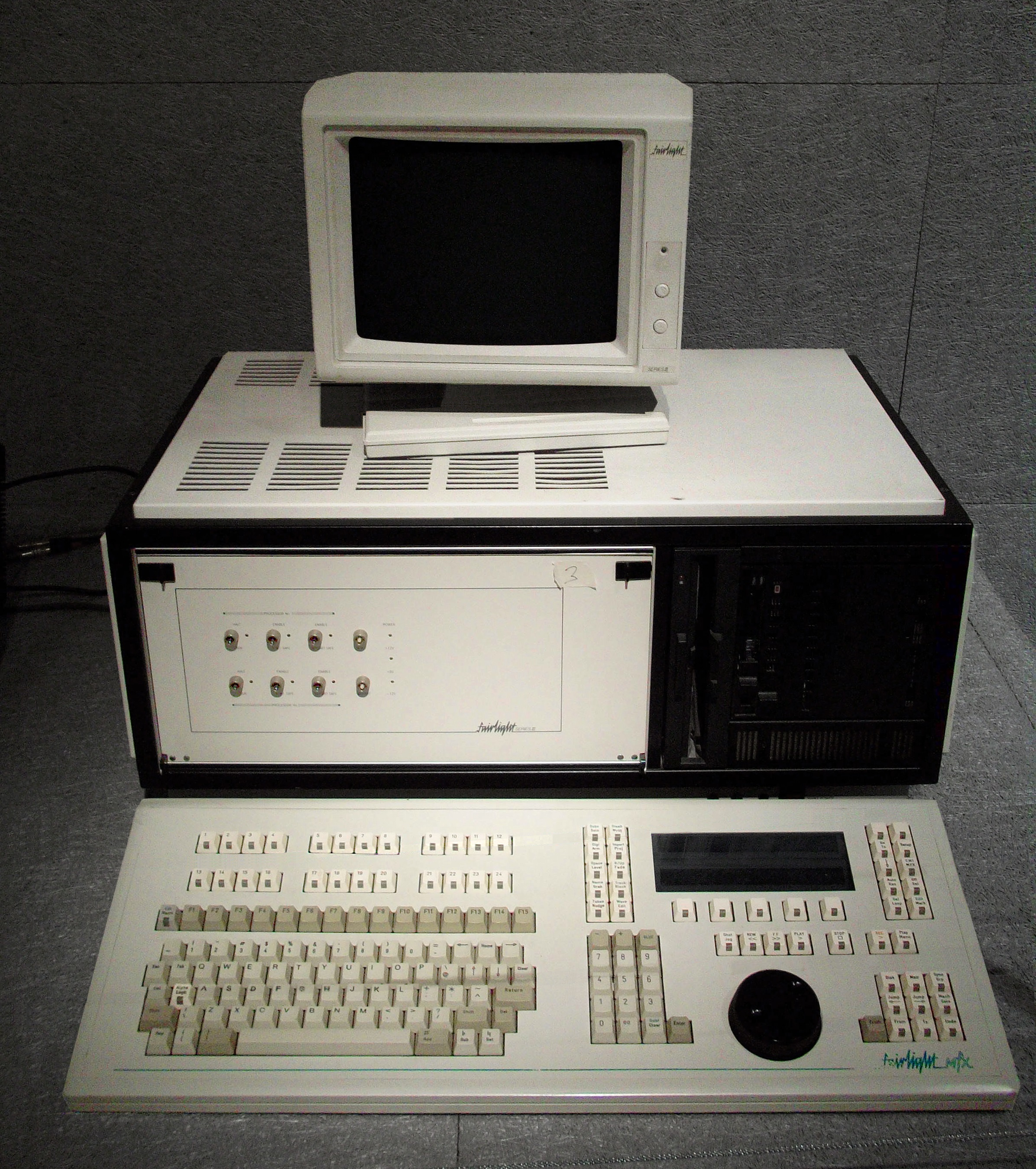
Fairlight Series III (1985)

Das Fairlight CMI (Computer Musical Instrument) war der erste digitale Synthesizer mit Sampling-Technik.
Der Fairlight wurde von den Australiern Peter Vogel und Kim Ryrie Ende der 1970er Jahre entworfen und erlangte in den 1980er Jahren Berühmtheit. 1979 waren die ersten Exemplare fertig und fanden mit Peter Gabriel und Stevie Wonder ihre ersten Abnehmer. Die ersten Songs, in denen ein Fairlight CMI zu hören war, befinden sich auf Gabriels drittem Soloalbum Melt, bei dessen Produktion er Besuch von Peter Vogel samt einem Demo-Instrument erhielt und so begeistert war, dass er sofort eine Vertriebsfirma für das Gerät gründete.
Bald fanden sich weitere Künstler, die den Fairlight einsetzten, so z. B. Kate Bush auf dem Album „Never For Ever“ (1980, mit dem Hit „Babooshka“), sowie Jean Michel Jarre auf „Magnetic Fields“ (1981) oder The Art of Noise auf „Into Battle“ (1983).
Die erste ausschließlich mit dem Fairlight CMI produzierte Langspielplatte war „Erdenklang – Computerakustische Klangsinfonie“ der Musiker Hubert Bognermayr und Harald Zuschrader. Das Werk wurde 1981 im Auftrag produziert, anlässlich der Ars Electronica im September 1982 uraufgeführt und wenig später als LP auf dem von Ulrich Rützel eigens für diese neue Musikproduktionstechnik in Deutschland gegründeten Label „Erdenklang“ veröffentlicht.

## Geschichte
- 1975–1977: Qasar I, II, M8
- 1979: Fairlight CMI I (24 kHz, 8 Bit)
- 1982: Fairlight CMI II (30,2 kHz, 8 Bit)
- 1983: Fairlight CMI IIx (MIDI, SMPTE, 30,2 kHz, 8 Bit)
- 1985: Fairlight CMI III (MIDI, SMPTE, 100 kHz, 16 Bit)
- 2011: Fairlight CMI 30A (MIDI, USB, LTC, Word-Clock, 44,1–192 kHz, DVD-Drive, 17”-LCD-Monitor)
- 2011: Fairlight CMI iPhone / iPad App

Vorläufer des Fairlight CMI war der Qasar M8, dessen Klangsynthese auf einer Echtzeitmodulation von Wellenformen beruhte. Die Ergebnisse waren allerdings, nicht zuletzt aufgrund der beschränkten Prozessorfähigkeiten der damaligen Zeit, ernüchternd. Im Folgenden verwendeten Vogel und Ryrie anstatt synthetischer digital aufgenommene natürliche Wellenformen. Das Ergebnis war so vielversprechend, dass 1979 die erste Serie anlief. Die Klangqualitäten des Systems entsprachen aber aufgrund der geringen Sampling-Rate von 24 kHz nicht professionellen Anforderungen. Mit der Serie II wurde dies stark verbessert. 1983 wurde der Fairlight um MIDI-Fähigkeit erweitert, und 1985 erreichte man Aufnahmen in CD-Qualität.
Der Erfolg des Fairlights führte dazu, dass auch andere Firmen Produkte mit Sampling-Fähigkeiten auf den Markt brachten. So erweiterte die Firma New England Digital ihren digitalen Synthesizer Synclavier um Sampling. E-mu Systems brachte 1981 mit dem Emulator ein kostengünstigeres, wenngleich immer noch sehr teures Sampling-Keyboard auf den Markt. 1985 brachte Ensoniq mit dem Ensoniq Mirage den ersten erschwinglichen Sampler auf den Markt, der mit seinem 8-Bit Prozessor das langsame Ende des CMI einläutete. Der Commodore Amiga konnte ab 1985 Samples auf 4 Kanälen (24 kHz, 8 Bit) gleichzeitig wiedergeben und um MIDI-Funktionen erweitert werden. Der letzte Fairlight CMI III wurde 1991 gebaut. Zur gleichen Zeit kamen auch einfache Erweiterungskarten für den Heimgebrauch auf den Markt, wie die Greengate DS3 Erweiterungskarten für den Apple II. Beim Apple Macintosh war Sampling bereits Teil des Sound-Systems.

## Technik

### CMI I/II(x)
Der Fairlight CMI basierte auf dem Qasar, einem Computer für geschäftliche und wissenschaftliche Anwendungen. Der Qasar war ein Dual-Prozessor-System, bei dem beide Prozessoren mit dem gleichen 2-MHz-Bus arbeiteten. Dies erlaubte, dass ein Prozessor die Peripherie und deren Ein- und Ausgabe steuerte, während der zweite ausschließlich für die Anwendung arbeitete. Zusatzkarten dienten dem Anschluss von Peripherie wie Diskettenlaufwerk, Tastatur usw. Für den QASAR gab es zwei Prozessorkarten. Die erste mit Motorola 6800-Prozessoren wurde im CMI I/II verwendet. Im IIx kam bereits die Version mit 6800/6809 Prozessoren zum Einsatz.
Die Klangerzeugung erfolgte mit 8 Bit bei variablen Sampling-Raten in Abhängigkeit von der Tonhöhe (max. 35 kHz) und einer maximalen Länge von 16 kB. Im CMI II waren bis zu acht Audiokarten mit jeweils 16 kB RAM und Zusatzprozessoren für die Klangerzeugung zuständig. Die Karten arbeiteten autonom, sobald die Klangdaten im RAM der Karte vorlagen. Ein Tiefpassfilter auf jeder Karte begrenzte das bei den eingesetzten Sampleraten unvermeidliche Quantisierungsrauschen. Zunächst recht unflexibel, konnte es in späteren Versionen verschieden gesteuert werden, z. B. über den Tastaturverlauf. Die Serie IIx besaß die damals neue MIDI-Schnittstelle.
Der Fairlight besaß sein eigenes Betriebssystem mit dem Namen QDOS mit grafischer Oberfläche, eine Variante des Motorola MDOS. Neben der Tastatur zur Eingabe gab es einen Lichtgriffel für den monochromen Grünmonitor (512×256 Pixel). Eine der am meisten kopierten Funktionen der Fairlight-Software war die sog. „Page-R“-Funktion: ein grafischer Echtzeit-Pattern-Sequence-Editor, der häufig einer der Hauptgründe für den Kauf eines Fairlights war.

### CMI III
Im CMI III wurde der Lichtgriffel durch ein in die Tastatur integriertes Grafiktablett ersetzt, da längeres Arbeiten mit dem Lichtgriffel sehr ermüdend sein konnte. Ferner wurden die 680x durch Motorola 68000-Prozessoren ersetzt. Das Betriebssystem war nun OS-9 (nicht zu verwechseln mit Mac OS 9).

#### Technische Details
- 16 Stimmen polyphon (erweiterbar)
- Sampler: 16 bit, 100 kHz (mono) oder 50 kHz (stereo)
- Speicher: 14 MB, erweiterbar auf 32 MB bzw. 64 MB in der letzten Version
- Synthese: freie Wellenformen per Grafiktablett; FFT; Wellenformbearbeitung
- Effekte: Keine
- Keyboard: 73 Tasten ungewichtet, anschlagsdynamisch
- Steuerung: MIDI, SMPTE
- Sequencer: CAPS (Composer, Arranger, Performer Sequencer), 80 Spur polyphon, Musical Composition Language (MCL)

### MFX
Ab 1991 wurden die CMI durch das digitale Audiosystem für die Postproduktion MFX ersetzt. Dieses wurde bis 2000 in vier verschiedenen Versionen produziert. MFX basierte auf der Software des CMI.
- MFX1 (1990 – 1991)
- MFX2 (1992 – 1994)
- MFX3 (1994 – 1996)
- MFX3+ (1996 – 2000)[2]

MFX3 war der erste vollständig digitale 24 Spur-Disc-Recorder der Welt.

### DREAM
Auf der neuen QDC-Technologie basierendes Postproduktion-System. Erstmals wird hier Video mit in Audio-Postproduktionsgeräte eingebunden.

### CC-1 Crystal Core
Erneut liefert Fairlight eine Audio-Revolution. Zur Signalverarbeitung des gesamten Mischpult, Discrecorder und Video Systems wird nur ein einziger FPGA eingesetzt.

### CMI 30A
Auf der Messe Winter NAMM 2011 wurde der Fairlight CMI 30A vorgestellt. Er hat zwar fast das identische Gehäuse des älteren CMI II, im Inneren arbeitet er mit einem von Fairlight entwickelten Chip namens CC-1 – Crystal Core Media Processor in Field-Programmable-Gate-Array-Technologie.
Auch wird er als iPad-App veröffentlicht.

## Klang
Der Klang der 8-Bit-Modelle des Fairlight war zunächst geprägt von den beschränkten technischen Möglichkeiten. Doch wie so häufig macht in der Retrospektive gerade das den Charme dieses Instruments aus. Die Klänge waren häufig etwas „hauchig“ und „kratzig“. Viele Klänge des Fairlight wurden sehr häufig verwendet. So findet man den „Ahh“-Chor (Programmname SARAHIIx) z. B. in „Moments in Love“ von The Art of Noise, „Shout“ von Tears for Fears u. v. a. Im Vergleich mit moderneren Samplern fällt vor allem das Fehlen von Resonanzfiltern auf. Bekannt wurde ebenfalls der sog. „Orchestra Hit“, ein Orchestertusch, welcher z. B. in dem Lied „A View To a Kill“ der Gruppe Duran Duran zu hören ist.

## Weiteres
Die Fairlight CMI-Modelle waren sehr solide gebaut und dementsprechend teuer. Die erste Serie kostete mit allen Optionen annähernd 1 Million US-$. Nachfolgende Modelle waren bei sinkenden Preisen leistungsfähiger. Ein Fairlight CMI II kostete ab 25.000 US$. Der Fairlight CMI III begann bei 40.000 US$, aber es waren auch leicht – je nach Ausbaustufe – 100.000 US$ möglich.
Einen Fairlight CMI kann man im Film We’re All Devo der Gruppe Devo sehen sowie in diversen Musikvideos, etwa in Magnetic Fields Part 2 von Jean Michel Jarre oder Etude (Killing Fields) von Mike Oldfield.
Das Album Spurensicherung von Eberhard Schoener (1983) zeigt einen Screenshot der oben beschriebenen „Page-R“-Funktion des Fairlight.
Mehrere Künstler stellten die musikalischen Möglichkeiten des Gerätes in Bild und Ton vor, Vince Clarke etwa demonstrierte auf einer Musikkassette der Zeitschrift Melody Maker die Entwicklung eines Songs am Fairlight CMI. Hingegen erwähnt Phil Collins auf der Innenhülle der LP seines Albums No Jacket Required: „There is no Fairlight on this record.“
Auch Boris Blank und Carlos Perón von Yello benutzten Fairlights der verschiedenen Generationen. 2013 wurde ein Fairlight CMI III Boris Blanks zum Preis von 18.300 Australische $ (ca. US $13.000) auf Ebay versteigert.

## Wichtige Einspielungen mit dem CMI
- Erdenklang / Hubert Bognermayr und Harald Zuschrader
- Magnetic Fields / Jean Michel Jarre
- Who’s Afraid Of / The Art Of Noise
- Bergpredigt / Hubert Bognermayr und Harald Zuschrader
- Spurensicherung / Eberhard Schoener
- Human Error / John „Poli“ Palmer
- The Lexicon of Love / ABC